# 尊-托列伊湖
50°4′N 115°48′E / 50.067°N 115.800°E

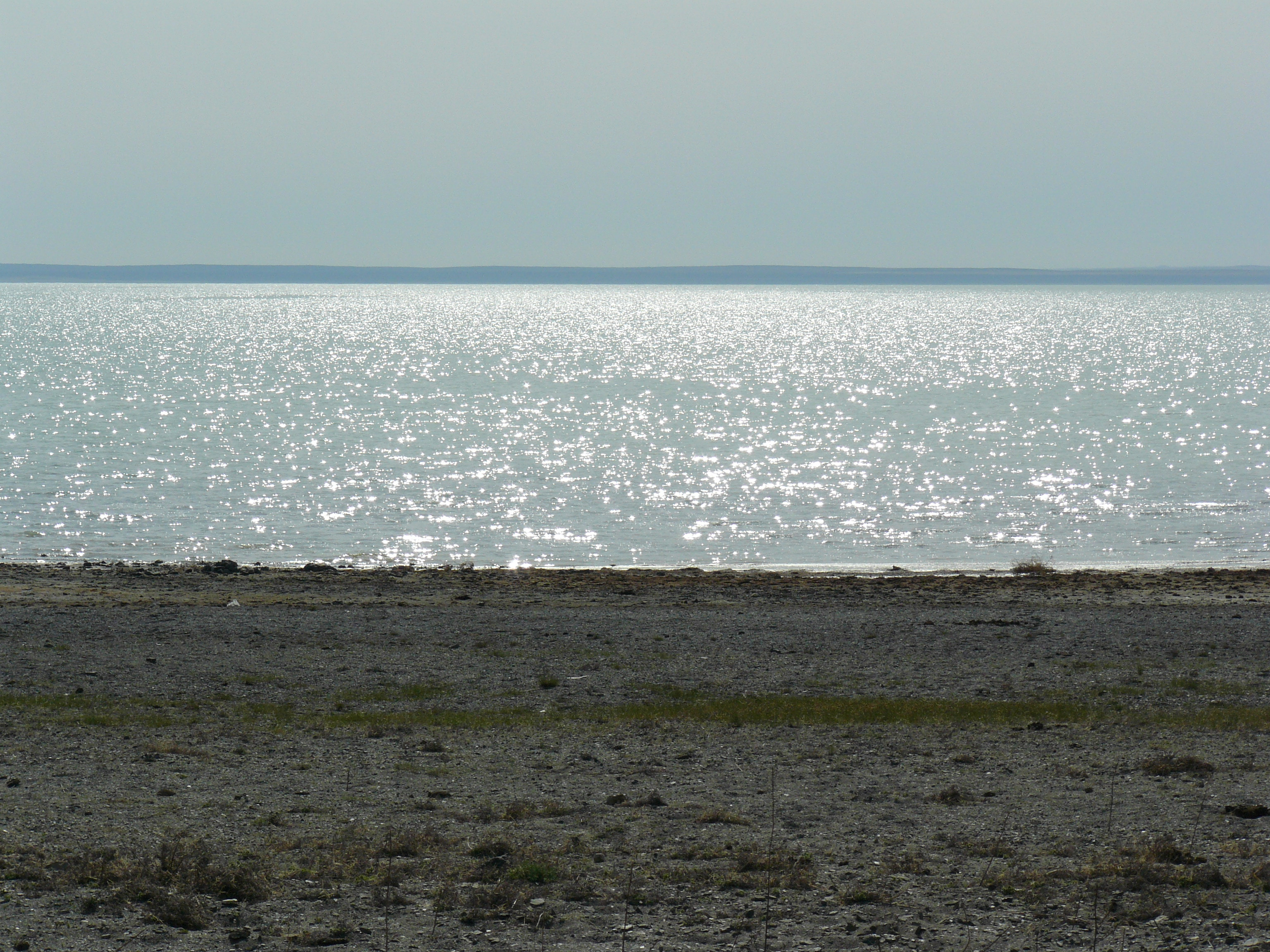

尊-托列伊湖（俄语：Зун-Торей），是俄羅斯的湖泊，位於該國南部，由外貝加爾邊疆區負責管轄，海拔高度600米，面積300平方公里，集水區面積26,000平方公里，最大水深7米。